# ملعب عبد الرحمن رضا حجي
ملعب عبد الرحمن رضا حجي هو ملعب معدد الاستخدام في لوشنيه، ألبانيا. يتم استخدامه بأغلب الأوقات لمباريات كرة القدم وهو الملعب الرئيسي لنادي لوشنيا الذي يلعب بدوري السوبر الألباني. تبلغ سعة الملعب 11,000 متفرج.

## وصلات خارجية
- معلومات عن الملعب